# Abbemyia taree
Abbemyia taree är en tvåvingeart som beskrevs av Daniel J. Bickel 1994. Abbemyia taree ingår i släktet Abbemyia och familjen styltflugor. Inga underarter finns listade i Catalogue of Life.